# Star M1914
Star M1914 (фр. Star Modèle 1914) — испанский самозарядный пистолет, производившийся компанией «Star Bonifacio Echeverria».

## Описание
Разработан на основе конструкции и австрийского пистолета Mannlicher M1901/M1905 и предшествовавшей модели - Star M1908.
Выпускался преимущественно под патроны калибра 7,65 мм, хотя были варианты и на 6,35 мм. Именно на M1914 появилась впервые торговая марка Star в виде шестиконечной звезды с лучами.
От M1908 отличался наличием ступенчатого затвора-кожуха (у M1908 он был с плоской верхней поверхностью) и двумя выступами-захватами для пальцев. Выпускался в двух вариантах с 1919 года — в стандартном солдатском (1-й вариант) и офицерском (2-й вариант), причём пистолеты «офицерского» варианта были меньше в размерах, чем «солдатского» варианта. Несмотря на своё название «автоматический пистолет», мог вести только одиночный огонь.

## Страны-эксплуатанты
- Франция - после начала первой мировой войны пистолеты закупали в Испании для французской армии, их приняли на вооружение под названием pistolet automatique Star. В дальнейшем, они продолжали использоваться и во второй мировой войне